# Tibor Ondrik
Tibor Ondrik (25 de julio de 1964) es un deportista húngaro que compitió en tiro con arco, en la modalidad de arco compuesto.
Ganó tres medallas en el Campeonato Mundial de Tiro con Arco al Aire Libre, en los años 1997 y 1999, y cinco medallas en el Campeonato Europeo de Tiro con Arco al Aire Libre entre los años 1996 y 2000.

## Palmarés internacional
| Campeonato Mundial al Aire Libre | Campeonato Mundial al Aire Libre | Campeonato Mundial al Aire Libre | Campeonato Mundial al Aire Libre |
| Año                              | Lugar                            | Medalla                          | Prueba                           |
| -------------------------------- | -------------------------------- | -------------------------------- | -------------------------------- |
| 1997                             | Victoria (Canadá)                | Medalla de oro                   | Equipo                           |
| 1999                             | Riom (Francia)                   | Medalla de plata                 | Equipo                           |
| 1999                             | Riom (Francia)                   | Medalla de bronce                | Individual                       |
| Campeonato Europeo al Aire Libre |                                  |                                  |                                  |
| Año                              | Lugar                            | Medalla                          | Prueba                           |
| 1996                             | Kranjska Gora (Eslovenia)        | Medalla de plata                 | Equipo                           |
| 1996                             | Kranjska Gora (Eslovenia)        | Medalla de bronce                | Individual                       |
| 1998                             | Boé/Agen (Francia)               | Medalla de oro                   | Equipo                           |
| 2000                             | Antalya (Turquía)                | Medalla de plata                 | Individual                       |
| 2000                             | Antalya (Turquía)                | Medalla de plata                 | Equipo                           |